# 1980-as labdarúgó-Európa-bajnokság (selejtező – 3. csoport)
Az 1980-as labdarúgó-Európa-bajnokság selejtezőjének 3. csoportjának mérkőzéseit tartalmazó lapja. A csoportban Ciprus, Románia, Spanyolország, és Jugoszlávia szerepelt. A csapatok körmérkőzéses, oda-visszavágós rendszerben játszottak egymással.
A csoportelső Spanyolország kijutott az 1980-as labdarúgó-Európa-bajnokságra.

## Tabella
| Hely. | Csapat        | M | Gy | D | V | G+ | G– | Gk  | P | Továbbjutás                            |     | Spanyolország | Jugoszlávia | Románia | Ciprusi Köztársaság |
| ----- | ------------- | - | -- | - | - | -- | -- | --- | - | -------------------------------------- | --- | ------------- | ----------- | ------- | ------------------- |
| 1.    | Spanyolország | 6 | 4  | 1 | 1 | 13 | 5  | +8  | 9 | Kijutott az 1980-as Európa-bajnokságra |     | —             | 0–1         | 1–0     | 5–0                 |
| 2.    | Jugoszlávia   | 6 | 4  | 0 | 2 | 14 | 6  | +8  | 8 |                                        |     | 1–2           | —           | 2–1     | 5–0                 |
| 3.    | Románia       | 6 | 2  | 2 | 2 | 9  | 8  | +1  | 6 |                                        | 2–2 | 3–2           | —           | 2–0     |                     |
| 4.    | Ciprus        | 6 | 0  | 1 | 5 | 2  | 19 | −17 | 1 |                                        | 1–3 | 0–3           | 1–1         | —       |                     |

## Mérkőzések
Az időpontok helyi idő szerint értendők.
| 1978. október 4. 17:30 |

| Jugoszlávia     | 1–2               | Spanyolország              |
| --------------- | ----------------- | -------------------------- |
| Halilhodžić 45' | (1–2) Jegyzőkönyv | Juanito 20' Santillana 28' |

| Maksimir Stadium, Zágráb Nézőszám: 41 539 Játékvezető: Erich Linemayr (osztrák) |

| 1978. október 25. 15:00 |

| Románia                                 | 3–2               | Jugoszlávia                         |
| --------------------------------------- | ----------------- | ----------------------------------- |
| Sameş 62' 68' Iordănescu 75' (11-esből) | (0–0) Jegyzőkönyv | Petrović 22' (11-esből) Desnica 90' |

| Ghencea Stadium, Bukarest Nézőszám: 24 090 Játékvezető: Riccardo Lattanzi (olasz) |

| 1978. november 15. 21:00 |

| Spanyolország | 1–0               | Románia |
| ------------- | ----------------- | ------- |
| Asensi 9'     | (1–0) Jegyzőkönyv |         |

| Estadio Mestalla, Valencia Nézőszám: 46 000 Játékvezető: Jan Keizer (holland) |

| 1978. december 13. 20:30 |

| Spanyolország                                              | 5–0               | Ciprus |
| ---------------------------------------------------------- | ----------------- | ------ |
| Asensi 8' del Bosque 10' Santillana 52' 72' Rubén Cano 66' | (2–0) Jegyzőkönyv |        |

| Estadio El Helmántico, Salamanca Nézőszám: 17 500 Játékvezető: Paul Bonett (máltai) |

| 1979. április 1. 16:00 |

| Ciprus | 0–3               | Jugoszlávia                |
| ------ | ----------------- | -------------------------- |
|        | (0–1) Jegyzőkönyv | Vujović 40' 79' Šurjak 87' |

| Makario Stadium, Nicosia Nézőszám: 3376 Játékvezető: Pádár László (magyar) |

| 1979. április 4. 16:30 |

| Románia                      | 2–2               | Spanyolország |
| ---------------------------- | ----------------- | ------------- |
| Georgescu 56' (11-esből) 64' | (0–0) Jegyzőkönyv | Dani 59' 70'  |

| Ion Oblemenco Stadium, Craiova Nézőszám: 47 000 Játékvezető: Marcel van Langenhove |

| 1979. május 13. 16:30 |

| Ciprus      | 1–1               | Románia      |
| ----------- | ----------------- | ------------ |
| Kaiafas 31' | (1–1) Jegyzőkönyv | Augustin 30' |

| Tsirion Stadium, Limassol Nézőszám: 8000 Játékvezető: Dimitar Yordanov Parmakov (bolgár) |

| 1979. október 10. 21:00 |

| Spanyolország | 0–1               | Jugoszlávia |
| ------------- | ----------------- | ----------- |
|               | (0–1) Jegyzőkönyv | Šurjak 5'   |

| Estadio Mestalla, Valencia Nézőszám: 28 078 Játékvezető: Brian McGinlay (skót) |

| 1979. október 31. 14:00 |

| Jugoszlávia               | 2–1               | Románia      |
| ------------------------- | ----------------- | ------------ |
| Vujović 48' Slišković 50' | (0–0) Jegyzőkönyv | Răducanu 79' |

| Stadion Trepča, Kosovska Mitrovica Nézőszám: 24 397 Játékvezető: Jan Redelfs (nyugatnémet) |

| 1979. november 14. 15:30 |

| Jugoszlávia                                         | 5–0               | Ciprus |
| --------------------------------------------------- | ----------------- | ------ |
| Kranjčar 32' 50' Vujović 60' Petrović 75' Savić 87' | (1–0) Jegyzőkönyv |        |

| Gradski stadion, Újvidék Nézőszám: 14 134 Játékvezető: Yordan Zhezhov (bolgár) |

| 1979. november 18. 14:00 |

| Románia                   | 2–0               | Ciprus |
| ------------------------- | ----------------- | ------ |
| Mulţescu 42' Răducanu 75' | (1–0) Jegyzőkönyv |        |

| Stadionul Dinamo, Bukarest Nézőszám: 10 000 Játékvezető: Dušan Krchnák (cseh) |

| 1979. december 9. 14:00 |

| Ciprus       | 1–3               | Spanyolország                      |
| ------------ | ----------------- | ---------------------------------- |
| Vrahimis 69' | (0–2) Jegyzőkönyv | Villar 5' Santillana 41' Saura 89' |

| Tsirion Stadium, Limassol Nézőszám: 15 000 Játékvezető: Josef Bucek (osztrák) |